# NGC 2719
NGC 2719 est une galaxie irrégulière de type magellanique située dans la constellation du Lynx. NGC 2719 a été découverte par l'astronome germano-britannique William Herschel en 1786.

## Caractéristiques
La classe de luminosité de NGC 2719 est V-VI et elle présente une large raie HI.

### Distance
Sa vitesse par rapport au fond diffus cosmologique est de 3 302 ± 16 km/s, ce qui correspond à une distance de Hubble de 48,7 ± 3,4 Mpc (∼159 millions d'al).
À ce jour, une mesure non basée sur le décalage vers le rouge (redshift) donne une distance d'environ 47,200 Mpc (∼154 millions d'al). Cette valeur est à l'intérieur des valeurs de la distance de Hubble.

## Paire de galaxies en interaction, Arp 202
Avec la galaxie PGC 25284, NGC 2719 figure dans l'atlas de Halton Arp sous la cote Arp 202. Arp mentione au sujet de cette paire que l'on voit une queue pâle émergée de la plus petite galaxie. 
La distance de Hubble de PGC 25284 est égale à 49,28 ± 3,49 (∼)
Selon E. L. Turner, la galaxie NGC 3168 fait partie d'une paire de galaxies. L'autre galaxie de la paire n'est pas identifiée dans l'article de Turner, mais il s'agit assurément de PGC 25284.
La galaxie PGC 25284 est parfois désignée sous le nom de NGC 2719A,,. La distance de Hubble de cette galaxie est égale à 49,25 ± 3,49 Mpc (∼161 millions d'al), soit sensiblement la même que NGC 2719. Il s'agit donc très probablement d'une paire de galaxie en interaction.